# فيروس التهاب الكبد ب
فيروس التهاب الكبد ب (بالإنجليزية: hepatitis B virus)‏ هو فيروس يسبب مرض التهاب الكبد الفيروسي ينتقل من خلال التعرّض للدم والمني وأيّ سائل من سوائل الجسم الملوّثة به. ويمكن أن ينتقل الفيروس من الأمهات اللائي يحملنه إلى أطفالهن الرضّع أثناء الولادة أو من أحد أفراد الأسرة إلى الرضيع في مرحلة الطفولة المبكّرة. ويمكن أن ينتقل الفيروس أيضاً من خلال عمليات نقل الدم الملوّث به ومنتجات الدم الملوّثة به، وعن طريق استعمال معدات الحقن الملوّثة به خلال الإجراءات الطبية، وتعاطي المخدرات حقناً. ويشكّل فيروس التهاب الكبد B خطراً كذلك على مقدمي خدمات الرعاية الصحية الذين يتعرّضون، بشكل عارض، لإصابات بالإبر التي يناولونها لدى تقديم الخدمات الصحية للمصابين بذلك الفيروس. وهناك لقاح مأمون وناجع للوقاية من فيروس التهاب الكبد B.

## المرض
على الرغم من وجود لقاح للوقاية من التهاب الكبد B، لكن التهاب الكبد B ما يزال يمثل مشكلة صحية عالمية. يمكن أن يكون التهاب الكبد B حادًا ثم يصبح مزمنًا، ما يؤدي إلى أمراض وحالات صحية أخرى. بالإضافة إلى التسبب في التهاب الكبد، يمكن أن تؤدي العدوى بفيروس التهاب الكبد B إلى تليف الكبد وسرطان الخلايا الكبدية.
كما اقترح أنه قد يزيد من خطر الإصابة بسرطان البنكرياس.

### أسباب المرض
تسبب العدوى الفيروسية بفيروس التهاب الكبد HBV-B العديد من التغييرات في خلايا الكبد بسبب التأثير المباشر للبروتين المشفر بواسطة الفيروس HBx، والتغيرات غير المباشرة الناتجة عن الزيادة الكبيرة في أنواع الأكسجين التفاعلية داخل الخلايا (ROS) بعد الإصابة. يبدو أن HBx يؤدي إلى خلل في تنظيم عدد من المسارات الخلوية. يتسبب HBx في حدوث خلل في التنظيم جزئيًا عن طريق الارتباط بالحمض النووي الجيني، وتغيير أنماط التعبير عن الجزيئات الدقيقة، والتأثير على هيستون ميثيل ترانسفيرازات، والارتباط ببروتين SIRT1 لتفعيل النسخ، والتعاون مع هيستون ميثيليز وديميثيلاسين لتغيير أنماط التعبير الخلوي. يعتبر HBx مسؤولًا جزئيًا عن الزيادة التقريبية 10000 ضعف في ROS داخل الخلايا عند الإصابة بفيروس التهاب الكبد B المزمن. يمكن أن تحدث زيادة نسبة الأكسجين التفاعلية جزئيًا عن طريق توطين HBx في الميتوكوندريا حيث يقلل HBx من إمكانات غشاء الميتوكوندريا. بالإضافة إلى ذلك، يزيد بروتين HBV آخر، HBsAg، أيضًا من أنواع الأكسجين التفاعلية من خلال التفاعلات مع الشبكة الإندوبلازمية.
تؤدي الزيادة في أنواع الأكسجين التفاعلية (ROS) بعد الإصابة بفيروس التهاب الكبد B إلى حدوث التهاب، ما يؤدي إلى زيادة أخرى في أنواع الأكسجين التفاعلية (ROS). تسبب أنواع الأكسجين التفاعلية أكثر من 20 نوعًا من تلف الحمض النووي. تلف الحمض النووي المؤكسد يسبب الطفرات. بالإضافة إلى ذلك، يمكن أن يتسبب إصلاح تلف الحمض النووي في حدوث تغييرات جينية في موقع الضرر أثناء إصلاح الحمض النووي. قد تسبب التغيرات والطفرات الوراثية عيوبًا في الآلية الخلوية التي تساهم بعد ذلك في الإصابة بأمراض الكبد. بحلول الوقت الذي تتسبب فيه التغيرات اللاجينية والطفرية المتراكمة في نهاية المطاف في تطور السرطان، يبدو أن التغيرات اللاجينية لها دور أكبر في هذه التسرطن من الطفرات. يتحور جين واحد أو جينين فقط TP53 وربما ARID1A، في أكثر من 20% من سرطانات الكبد بينما يحتوي كل جين على محفزات مفرطة الميثيل (قمع التعبير الجيني) في أكثر من 20% من سرطانات الكبد، مع سبعة من هذه الجينات يجري فرط الميثيل في أكثر من 75% من سرطانات الكبد. بالإضافة إلى التعديلات في مواقع إصلاح الحمض النووي، تحدث التغيرات اللاجينية أيضًا عن طريق HBx الذي يقوم بتجنيد إنزيمات ميثيل ترانسفيراز DNA ،DNMT1 و/أو DNMT3A، إلى مواضع جينية معينة لتغيير مستويات المثيلة والتعبير الجيني. يغير HBx أيضًا أستلة هيستون التي يمكن أن تؤثر على التعبير الجيني.
يبدو أن عدة آلاف من جينات ترميز البروتين لها مواقع ارتباط HBx. بالإضافة إلى جينات ترميز البروتين، يتأثر أيضًا نحو 15 ميكرو آر إن إيه و16 رنا طويل غير مشفر بربط HBx بمحفزاتها. يمكن أن يؤثر كل رنا ميكرو مغير في التعبير عن عدة مئات من الرنا المرسال (انظر الرنا الميكروي).

## تصنيف
يصنف فيروس التهاب الكبد B في جنس Orthohepadnavirus، الذي يحتوي على 11 نوعًا آخر. صنف كجزء من عائلة الفيروسات الكبدية، والتي تحتوي على أربعة أجناس أخرى، Avihepadnavirus وHerpetohepadnavirus وMetahepadnavirus وParahepadnavirus. هذه العائلة من الفيروسات هي العضو الوحيد في النظام الفيروسي Blubervirales. عثر على فيروسات مشابهة لالتهاب الكبد B في جميع القرود (إنسان الغاب، والجيبون، والغوريلا والشمبانزي)، في قرود العالم القديم وفي قرود العالم الجديد الصوفي (فيروس التهاب الكبد الوبائي ب القرد الصوفي)، ما يشير إلى أصل قديم لهذا الفيروس عند الرئيسيات.
ينقسم الفيروس إلى أربعة أنماط مصلية رئيسية (adr ،adw ،ayr ،ayw) بناءً على حواتم مستضدية موجودة في بروتينات غلافه. تعتمد هذه الأنماط المصلية على محدد مشترك (أ) وزوجين محددين متنافيين (d / y و w / r). قسمت السلالات الفيروسية أيضًا إلى عشرة أنماط وراثية (A-J) وأربعين نمطًا جينيًا وفقًا للتغير الكلي في تسلسل النوكليوتيدات في الجينوم. تتميز الطرز الوراثية بتوزيع جغرافي مميز وتستخدم في تتبع تطور الفيروس وانتقاله. تؤثر الاختلافات بين الأنماط الجينية على شدة المرض ومساره واحتمالية حدوث مضاعفات والاستجابة للعلاج وربما التطعيم. الأنماط المصلية والأنماط الجينية لا تتوافق بالضرورة.
يحتوي النمط الجيني D على 10 أنواع جينية فرعية.

### الأنواع غير المصنفة
عزلت عدد من الأنواع غير المصنفة التي تشبه التهاب الكبد B من الخفافيش.

## الأعراض
تشمل الاعراض بعضا من العلامات المبينة أدناه، أو كلها:
- فقدان الشهية
- الغثيان والقيء
- الضعف العام والتعب
- آلام في البطن، وخاصة في منطقة الكبد
- بول غامق اللون
- اصفرار في لون البشرة وفي بياض العينين (اليرقان - Jaundice)
- آلام في المفاصل